# Ан-4
Ан-4 — гідроплан авіаконструктора Олега Костянтиновича Антонова.

## Створення
Роботи зі створення літака на поплавковому шасі під назвою Ан-2В почалися ще в 1950 році. Перший виліт Ан-2В, за штурвалом якого перебував В. А. Діденко, зробив 31 липня 1951 року. У серпні 1951 року відбулися заводські випробування, а з жовтня по листопад літак пройшов держвипробування. Після успішних випробувань розгорнули серійне виробництво літака, вже під назвою: Ан-4. Будувався в СРСР і Польщі (під позначенням An-2M — morsky). У 1954–1955 роках почалася дослідна експлуатація Ан-4. Він став незамінний в Карелії, гирлі Печори, Іртиші та інших озерно-річкових районах, де протягом сотень кілометрів не було майданчиків для посадки літаків з колісним шасі. Мала посадка дозволяла експлуатувати його в прибережних районах озер і річок глибиною 0,8 — 1,2 м, що спрощувало швартування. Ан-4 мав гарну маневреність завдяки встановленню водного керма і реверсивного повітряного гвинта.
Літаки Ан-4 експлуатувалися у Архангельську, Нар'ян-Марі, Петрозаводську, Дудинці, Туруханську, Ігарці, Хатанзі, Турі, Іркутську, Салехарді, Сургуті, Тобольську, Карелії та інших місцях. Ці гідролітаки обслуговували експедиції, рибзаводи, перевозили пасажирів, пошту, продукти та інші вантажі. У 1983 році було прийнято рішення про призупинення експлуатації та ремонту Ан-4.

## Технічні характеристики
Джерело: 
Основні характеристики
- Екіпаж: 2 особи
- Пасажиромісткість: 9 осіб
- Вантажопідйомність: 1000 кг
- Довжина: 12,74 м
- Висота: 5,90 м
- Розмах крила: 18,17 м (верхнє), 14,23 м (нижнє)

- Площа крила: 71,68 м
- Нормальна злітна маса: 5250 кг
- Максимальна злітна маса: 5500 кг
- Маса палива у внутрішніх баках: 885 кг
- Силова установка: 1 × Поршневий АШ-62ІР  1000 к.с. ( 735 кВт)
- Повітряний гвинт: АВ-2-02
- Діаметр гвинта: 3,60 м

Льотні характеристики
- Максимальна швидкість: 230 км/год
- Крейсерська швидкість: 178 км/год
- Практична дальність: 1800 км
- Довжина розгону: 190 м
- Довжина пробігу: 160 м